# 马姆萨普拉姆
马姆萨普拉姆（Mamsapuram），是印度泰米尔纳德邦Virudhunagar县的一个城镇。总人口17931（2001年）。

## 人口
该地2001年总人口17931人，其中男性8811人，女性9120人；0—6岁人口2039人，其中男1012人，女1027人；识字率64.95%，其中男性为74.07%，女性为56.15%。